# 田弘茂
田弘茂（1938年11月7日—），臺灣臺南市柳營區人，幼年在六甲鄉成長，政治科學學者、政治人物，現任國策研究院文教基金會董事長兼院長、全國工業總會最高顧問、工商協進會顧問及三三企業交流會顧問、中華民國總統府資政。

## 學歷
1961年在臺中市東海大學政治學系獲得學士學位。
在美國威斯康辛大學麥迪遜分校取得碩士（1966年）和博士學位（1969年）。

## 經歷
田弘茂在美國獲得學位後於威斯康辛大學政治學系教書，1980年代曾應邀到史丹福大學做研究，研究現代中國政治史、美中台關係等項目，發表許多學術著作。2000年臺灣第1次政黨輪替後回國從政，歷任中華民國外交部部長、駐英國代表及海基會董事長等職。
1990年朝野政黨及各界人士合作召開「國是會議」，田弘茂擔任籌備委員，並獲推選為中央政府體制改革總結會議的會議主席，並針對兩岸關係與大陸政策向李登輝總統做總結報告。
1992年5月，田弘茂領導「國家政策研究中心」與美國「亞洲協會（Asia Society）」合辦「躍昇中的亞洲經濟國際研討會」，並擔任共同主持人。
1993年田弘茂夫婦訪問北京，應邀會見時任中共中央總書記江澤民。
1995年田弘茂領導「國家政策研究中心」與美國「民主基金會」合辦「全球第三波民主化的發展與鞏固」國際研討會。
1996年1月，英國前首相柴契爾夫人來台訪問，田弘茂負責接待並主持柴契爾夫人演講會。
1996年12月，田弘茂參與籌備「國家發展會議」。
1997年至1999年，田弘茂獲李登輝總統任命為總統府國策顧問。
1997年3月，田弘茂領導「國家政策研究中心」主辦「亞太安全論壇」國際研討會，邀請美國甫卸任國防部長威廉·佩里擔任主題演講者。
1999年美國前總統占美·卡特夫婦來台訪問，田弘茂夫婦負責接待並主持卡特演講會。
2000年5月，首度政黨輪替，中華民國總統府公布，田弘茂獲陳水扁總統任命接任外交部長。
2001年10月，中華民國總統府公布，田弘茂接任中華民國駐英代表。
2014年12月24日，田弘茂擔任國立成功大學社會科學院主辦「南瀛國是論壇」主持人。
2016年8月31日，中華民國總統府公布，田弘茂接任海峽交流基金會董事長。田弘茂以維護社會觀感為由，請辭與中國大陸業務有關的復興航空監察人與康舒科技獨立董事。
2017年及2018年，田弘茂兩度領導「國策研究院」主辦「亞太智庫領袖峰會」國際研討會。
2021年12月，田弘茂領導「國策研究院」主辦「日本前首相安倍晉三線上視訊演講會」。

## 爭議
2016年，前中央研究院院長李遠哲在《李遠哲傳》（台北：圓神出版社，2016年）書中透露，2000年總統選舉時他支持陳水扁，曾有一位支持蕭萬長的人士警告他，如果他不保持中立，難保他不會發生1998年台北市長選舉時的不愉快事件。當時外界即傳言，田弘茂曾拜會李遠哲，希望李遠哲不要公開支持陳水扁。2017年1月25日，李遠哲接受三立新聞台《新台灣加油》專訪時證實就是田弘茂。2017年2月6日田弘茂發布新聞稿指出，那是20年前的往事，媒體報導的當時他正在美國演講，事後曾向李院長說明，沒意想到李院長有那種感受，絕非田的本意。
2016年12月，媒體爆料，田弘茂於11月初延攬其姻親藍夏禮（稱田弘茂為姨丈）擔任海基會主任秘書兼綜合處處長，而且薪水暴增。2016年12月21日，海基會表示，藍夏禮係海基會依據業務需求而商請外交部同意、並經行政院大陸委員會核備進用，相關程序均符合法令規定；嗣後藍夏禮為顧及海基會形象及捍衛自身清白，主動請辭，並歸建外交部。
2017年3月3日，《美麗島電子報》副董事長吳子嘉聲稱，田弘茂聲稱與中國共產黨高層關係良好，曾經在李登輝政府時代到處展示他與中共總書記江澤民合照的相片爭取擔任李登輝的兩岸密使。但李登輝於《田弘茂八十大壽文集》（台北：遠景出版社，2019年）為文表示，眾所皆知，田弘茂教授是一位國際知名的政治學者，但就登輝與他的互動和瞭解，其時他不只是學術界的菁英領袖，更是一位參贊台灣民主發展，勇於國是建言，深具道德勇氣的台灣政治家。施明德也為文祝賀並稱田弘茂為「台灣紳士。」

## 榮譽及其他成就
田弘茂2001年榮獲美國威斯康辛大學「傑出校友全球成就獎」。
田弘茂於2000年至2001年間，分別獲海地、瓜地馬拉、尼加拉瓜、巴拿馬、布吉納法索、塞內加爾及巴拉圭等國政府頒贈勳章。
田弘茂曾出版英文著作10本書冊，分別由史丹福大學、牛津大學、約翰霍普金斯大學，及史丹福大學胡佛研究所等出版社出版；另數十篇學術論文散見各國學術期刊。
田弘茂多年來積極參與並主持國際學術會議並在著名大學如哈佛大學，牛津大學，劍橋大學，哥倫比亞大學，史丹福大學，加州大學－柏克萊，香港大學，新加坡大學，加拿大多倫多大學及澳洲國立大學等校，及美國外交協會作專題演講。

## 外部連結
- 董事長田弘茂 （页面存档备份，存于）, 國策研究院文教基金會

| 中華民國政府職務                   | 中華民國政府職務                                                 | 中華民國政府職務 |
| ---------------------------------- | ---------------------------------------------------------------- | ---------------- |
| 行政院                             |                                                                  |                  |
| 前任： 程建人                      | 外交部部長 第十五任 2000年5月20日－2002年2月1日                  | 繼任： 簡又新    |
| 非組織職務                         |                                                                  |                  |
| 財團法人海峽交流基金會             |                                                                  |                  |
| 前任： 陳德新（代理） 正任：林中森 | 財團法人海峽交流基金會董事長 第六任 2016年9月12日－2018年3月27日 | 繼任： 張小月    |